# Пашки мост
Пашки мост је армиранобетонски лучни мост који преко Љубачких врата спаја острво Паг с копном, на државном путу Д106. Пашки мост је пуштен у саобраћај 17. новембра 1968. године. Мост је дугачак 301 метар, а широк 9 метара. Распон лука износи 193 метар. Мост код Фортице је изградила група радника грађевинског предузећа Мостоградња, према нацрту инжењера Илије Стојадиновића.
За време рата у Хрватској, Пашки мост је био једина спона између Далмације и континенталног дијела Хрватске, њиме су пролазили бројни прогнаници и избјеглице, преко њега је ишло наоружање, храна и војска и због тога су га у више наврата нападали авиони ЈНА. Недуго након рата, мост је у цијелости обновљен.